# Колодий, Фёдор Александрович
Фёдор Алекса́ндрович Колоде́ев (Колоди́й; 8 [20] февраля 1872 — май 1920) — генерал-майор Русской императорской армии (1916), Георгиевский кавалер, участник русско-японской, Первой мировой и гражданской войн; генерал-поручик армии Украинской народной республики (1919).

## Биография
По происхождению — из потомственных дворян Черниговской губернии, православного вероисповедания. Родился в семье русского офицера-артиллериста, потомка малороссийского казачества, владеющего имением в Черниговской губернии.
Отец, — Александр Николаевич Колодеев (1835—1894), — участник русско-турецкой войны 1877—1878 годов, с 1887 года — генерал-майор, кавалер ордена Святого Георгия 4-й степени, который в 1874 году за многолетнюю выслугу получил дворянское звание, с правом передачи его потомкам, и был уволен от службы в 1893 году с производством в генерал-лейтенанты, с мундиром и пенсией.

### Начало военной службы
В 1889 году Фёдор Колодий (Колодеев), окончив обучение в 4-м Московском кадетском корпусе, вступил в военную службу юнкером Михайловского артиллерийского училища, курс наук в котором окончил в июне 1892 года по I разряду. 4 августа 1892 года был произведен из портупей-юнкеров в подпоручики (со старшинством в чине с 10 августа 1890 года), с назначением на службу в город Тверь, в 1-ю конно-артиллерийскую батарею 1-й кавалерийской дивизии.
С 25 июля 1895 года — поручик (со старшинством — с 10 августа 1894). В январе 1897 года подал рапорт о предоставлении ему разрешения сдать экзамены для поступления в Николаевскую академию Генерального штаба, которые успешно сдал, несмотря на традиционно высокий конкурс. В 1899 году, окончив академию Генерального штаба (2 класса, по II разряду), вернулся на прежнее место службы, в 1-ю конно-артиллерийскую батарею. В августе 1900 года был произведен в штабс-капитаны (со старшинством — с 6 мая 1900). Поскольку окончил Академию по II разряду и к штабной работе склонности не проявил, к Генеральному штабу причислен не был и в дальнейшем в составе офицеров Генерального штаба не состоял. В войсках Лейб-гвардии не служил, — числился «по полевой лёгкой артиллерии».

### Русско-японская война и межвоенный период
С началом русско-японской войны Фёдор Колодеев подал прошение о назначении его в ряды действующей армии и в марте 1904 года был переведен в 5-й Сибирский казачий полк, с переименование в подъесаулы. С 2 по 16 мая 1904 года Колодеев в составе 5-го Сибирского казачьего полка находился в Харбине, где они были выдвинуты в авангард Маньчжурской армии генерала Алексея Куропаткина. 17 мая полк дал первый бой японской кавалерии под Юдзятунем, южнее станции Вафангоу, в ходе которого две сотни казаков, обнаружив врага, преследовали его и полностью уничтожили в рукопашную. За проявленное в бою мужество Колодий был награждён орденом Святой Анны IV степени с надписью «За храбрость».

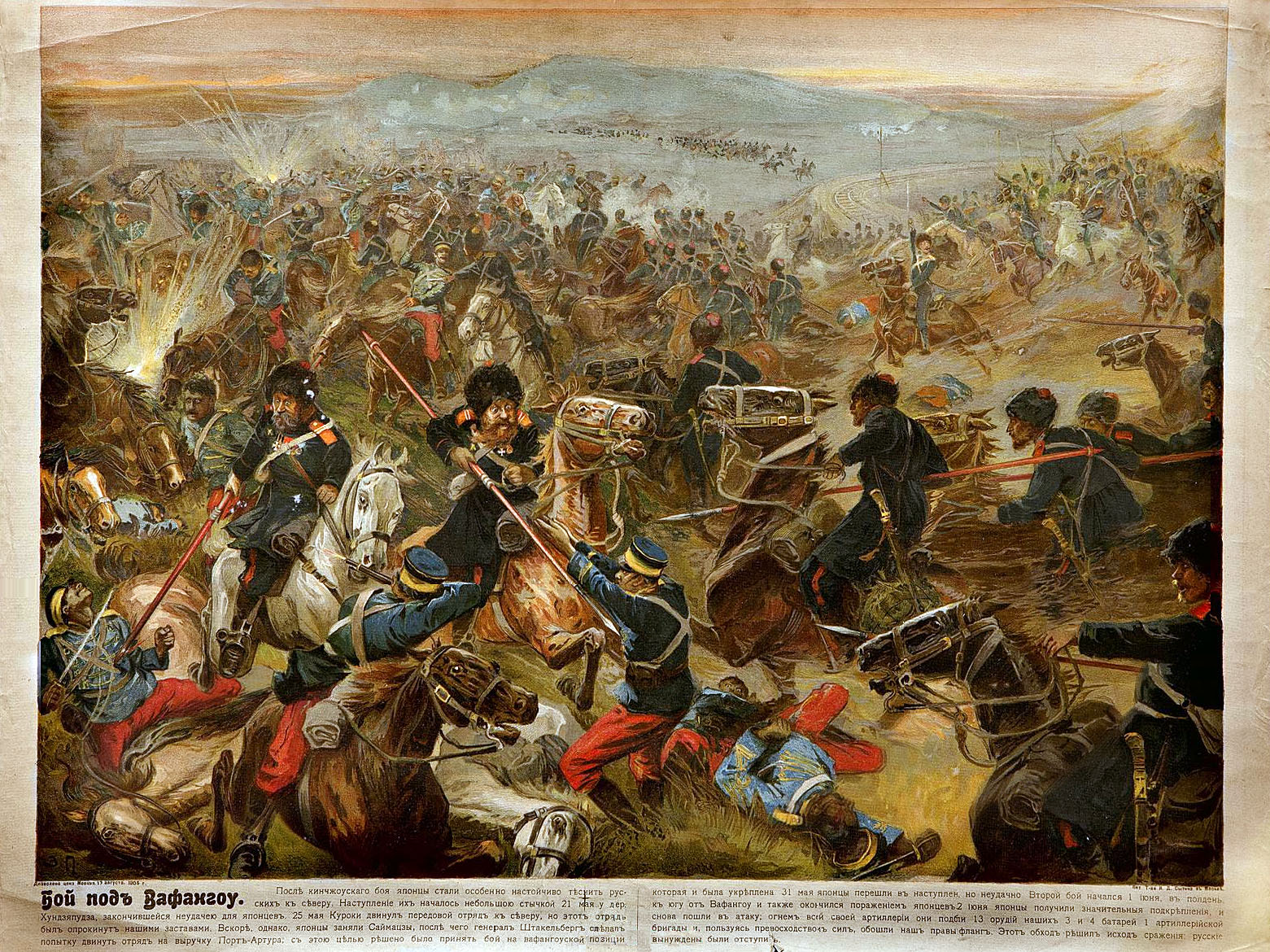
Бой у Вафангоу. Русский плакат, типография Общества И. Д. Ситина,
1905 год.

Осенью 1904 года Фёдор Колодий был назначен командиром 1-й сотни 5-го Сибирского казачьего полка. С 15 января 1905 года был прикомандирован к штабу Сибирской казачьей дивизии, в июле того же года, за боевые отличия, был награждён чином есаула. За личную храбрость в боях русско-японской войны награждён всеми боевыми орденами до Святого Владимира IV степени с мечами и бантом включительно (Святой Анны III степени с мечами и бантом, Святого Станислава II степени с мечами, Святого Владимира IV степени с мечами и бантом — 1904 год, Святой Анны IV степени с надписью «За храбрость», Святой Анны II степени с мечами — 1905 год). 
По окончании войны, 11 декабря 1905 года Фёдор Колодеев был переведен (с переименованием в капитаны) в 11-ю конно-артиллерийскую батарею (г. Ломжа) 6-го конно-артиллерийского дивизиона 6-й кавалерийской дивизии. С 20 января 1907 года (по другим данным с 31 марта того же года) — командующий 20-й конно-артиллерийской батареей 10-го конно-артиллерийского дивизиона (штаб дивизиона — в Влоцлавеке).
11 сентября 1907 года был произведен в подполковники, с утверждением в должности командира батареи. В этом же году, 22 ноября, был переведен в Киев, с назначением на должность командира 1-й батареи 2-го конно-горного артиллерийского дивизиона 9-го армейского корпуса.

### Первая мировая война
Участник Первой мировой войны. В 1914 году 2-й конно-горный артиллерийский дивизион, в котором служил Фёдор Колодеев, отличился в Галицийской битве. Особенно героическим был бой у сельскохозяйственной колонии Гассендорф (ныне село Уличное Дрогобычского района Львовской области) 28 августа 1914 года. Артиллерийским огнём были уничтожены пулемётные гнёзда на краю леса, которые вели шквальный огонь по наступающим. 11 октября 1914 года Колодеев, за отличия по службе, был удостоен чина полковника, с назначением на должность командира 2-го конно-горного артиллерийского дивизиона  Был представлен также к награждению Георгиевским оружием. За удачную организацию обороны переправ через реку Висла получил благодарность командующего. 

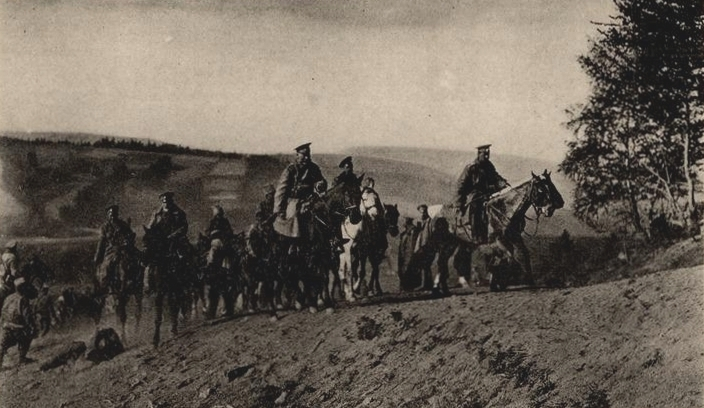
Управление кавалерийской дивизии на Карпатском перевале, 1915 год.

В дальнейшем, принимал участие в Карпатской наступательной операции, в оборонительных боях апреля-мая 1915 года в Галиции. В конце мая, сдерживая наступление австро-венгерских и немецких частей, артиллеристы дивизиона Колодеева точным огнём приостановили переправу врага через Днестр вблизи села Жежава. За это 31 июля 1915 года он был награждён орденом Святого Георгия IV степени. На протяжении июня-сентября 1915 года полковник Колодеев оборонял Люблин в составе 3-й армии. После стабилизации фронта на линии Каменец-Подольский — Тернополь — Кременец — Дубно 14-й корпус включили в состав 1-й армии Западного фронта на Виленское направление. Там Фёдор Колодий активно участвовал в боях под Швянчёнисом. По состоянию на 1 сентября 1915 года Колодеев — в том же чине и должности; удостаивается Высочайшего Благоволения Императора.
22 сентября 1916 года командир 2-го конно-горного артиллерийского дивизиона полковник Фёдор Колодеев был произведен в генерал-майоры (со старшинством с 29 сентября 1916 года).
С 20 декабря 1916 года генерал-майор Колодеев возглавлял 14-ю артиллерийскую бригаду 14-й пехотной дивизии 8-го армейского корпуса, действовавшего в составе 8-й «Брусиловской» армии.
9 мая 1917 года Колодеев был назначен инспектором артиллерии 9-го армейского корпуса 4-й армии Румынского фронта.
В связи с русской революцией 1917 года, в действующей армии начались процессы создания национальных армейских формирований (в том числе и украинских). Фёдор Колодий с недоверием отнёсся к этим процессам, исходя из того, что они существенно усложняли управляемость войсками, но, учитывая провал июньского наступления 1917 года и фактическое согласие на проведение украинизации (с целью повышения боеспособности войск) со стороны Керенского, Колодеев согласился с его мнением. После неудачной попытки переворота генералом Корниловым и Октябрьской революции в Петрограде, не сумев сойтись с новым фронтовым руководством, в конце декабря 1917 года генерал-майор Колодеев оставил военную службу в русской армии.

### На службе в украинской армии
Не определившись со своими политическими предпочтениями, Колодеев устранился от политической и общественной деятельности и до марта 1918 года проживал в своём имении в селе Рудьковка на Черниговщине, не принимая участия в революционных событиях.
После фактического прекращения существования Украинского фронта и отстранения от командования им генерала Щербачёва, в конце марта 1918 года, был приглашён украинским правительством возглавить комиссию по демобилизации войск бывшего Румынского фронта, которой руководил до середины апреля.
С 17 апреля 1918 года Колодеев — исполняющий обязанности командующего 3-го (Одесского) корпуса армии УНР, сформированного из украинизированных остатков воинских частей Одесского военного округа и Румынского фронта. После гетманского переворота, в конце мая 1918 года началась чистка нелояльных Гетманату офицеров. Одесский корпус был разоружён немецкими частями, а исполняющий обязанности командующего Фёдор Колодий (Колодеев), с учётом его опыта, 10 августа 1918 года был назначен, в чине генерального значкового (соответствующего чину генерал-лейтенанта или генерал-поручика), в распоряжение военного министра Александра Рагозы.

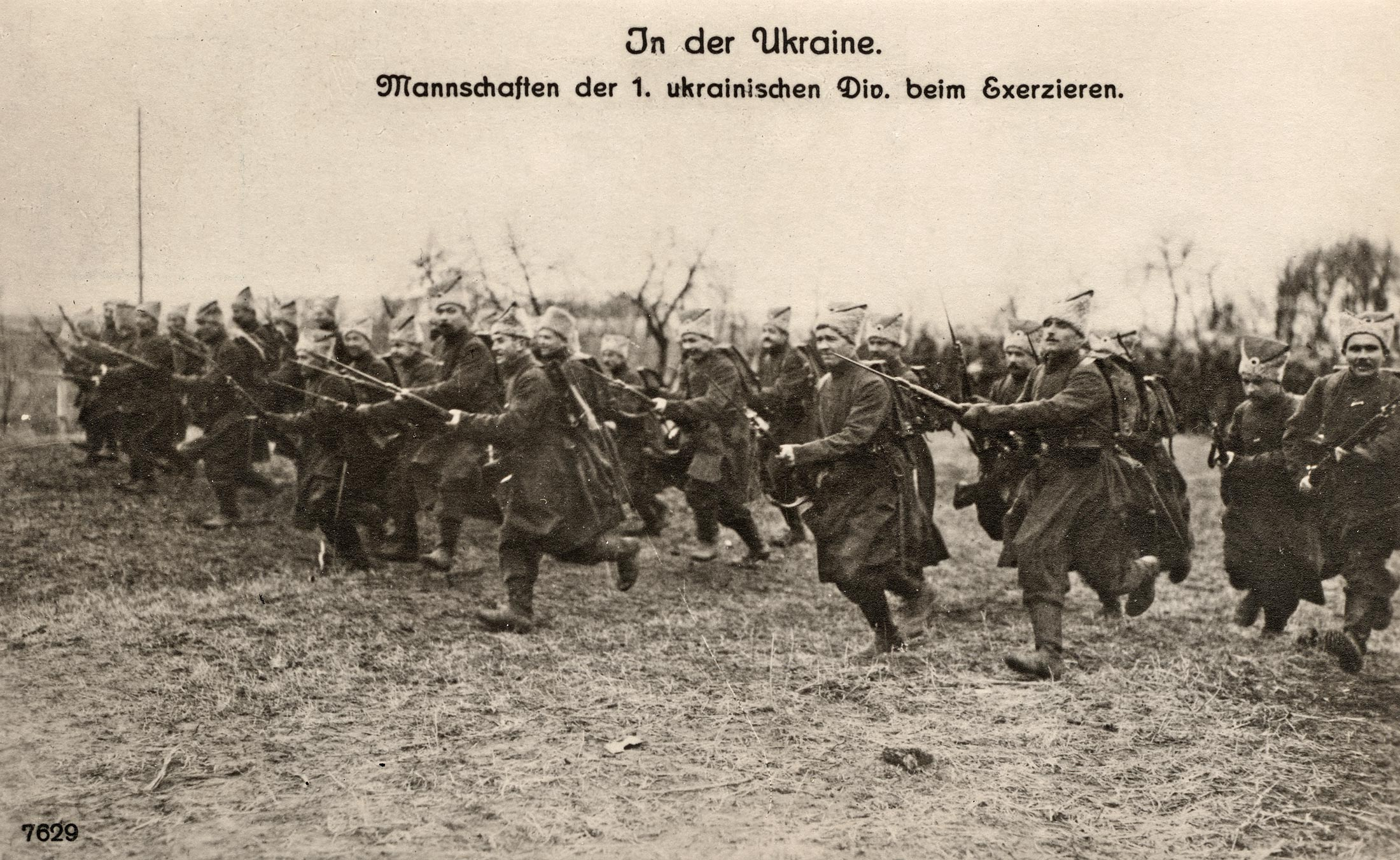
Бойцы Армии УНР на учениях. Почтовая открытка 1918 года

С ноября 1918 года на Украине началась межусобная война. 22 декабря 1918 года Фёдор Колодий был назначен командующим 2-го (Подольского) корпуса армии УНР. На этой должности он сменил генерала Ерошевича, обвиняемого новообразованной Директорией УНР в попытке перейти на сторону белогвардейцев. Не желая ничего кардинально менять в делах корпуса, основное внимание Колодий уделил боевой выучке, однако не смог предотвратить процесс распада соединения. По приказу от 23 января 1919 года его части должны были быть сведены во 2-ю запасную бригаду армии УНР, но позже этот приказ был отменён и полки были распределены между местными военными начальниками.
После того, как «красные» войска Антонова-Овсеенко 19 марта захватили Жмеринку, Восточный фронт (Запорожский корпус атамана Волоха, Южная группа атамана Янова и «Запорожская сечь» атамана Божко и др.) оказались отрезанными от остальной армии УНР. По приказу Симона Петлюры, эти подразделения, под общим командованием Фёдора Колодия, должны были отступить на юг, поддерживая связь с французскими частями. Однако, в результате захвата Бара и Могилёв-Подольского, связь между штабом Колодия на железнодорожной станции Вапнярка и Действующей армией УНР была прервана. В это время состоялась попытка мятежа атаманов Волоха, Данченко и Волощенко (бывший куренной командир 3-го гайдамацкого полка). Участие Фёдора Колодия в этих событиях противоречивая. По данным Ярослава Тинченко, Колодий участвовал в мятеже и был провозглашён членом Революционного совета в Вапнярке. По утверждениям Исаака Мазепы, Колодий выступил против мятежа и вместе с полковником Мешковским был отстранён мятежниками от командования.

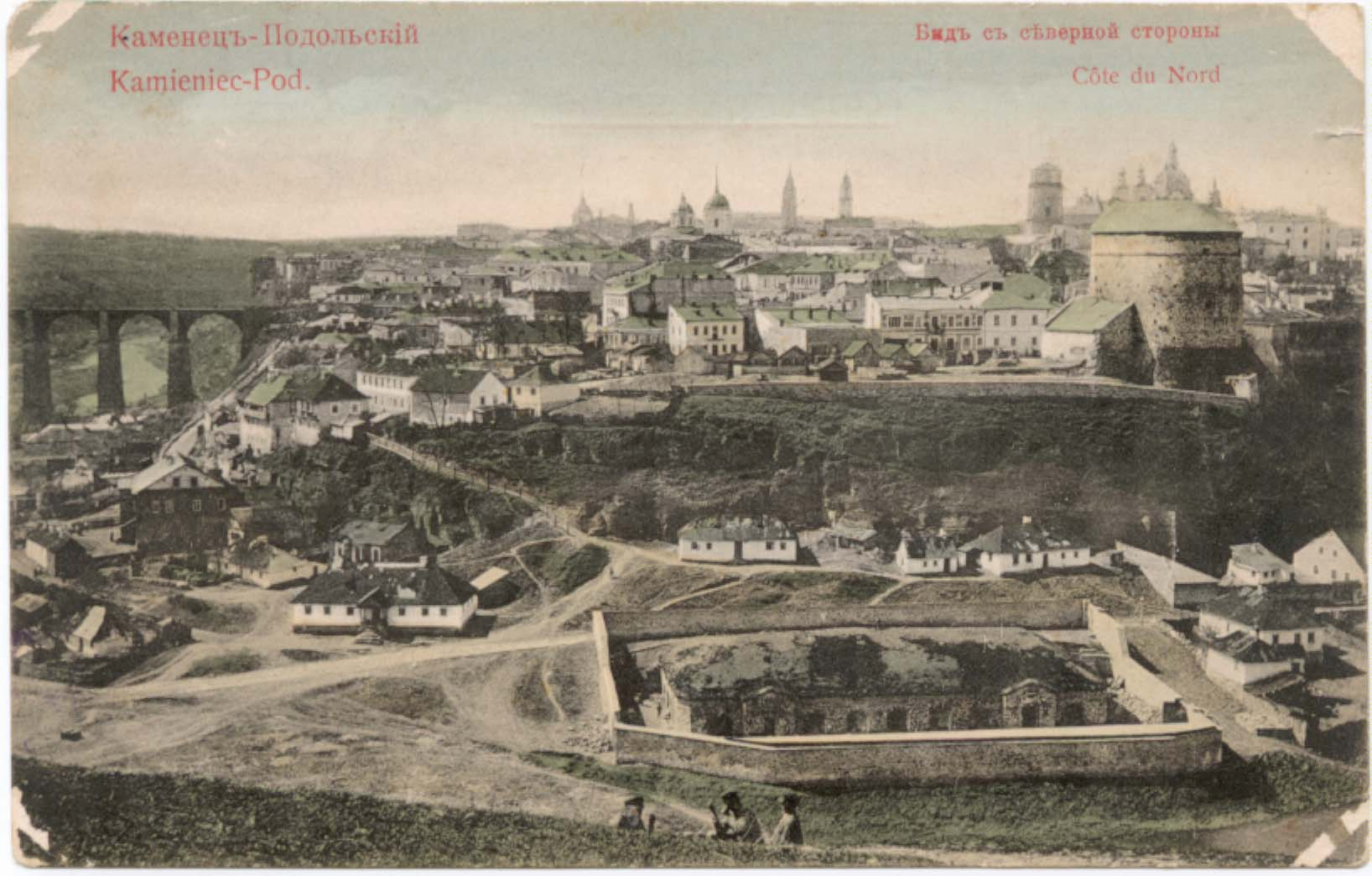
Панорама тогдашнего Каменец-Подольского (Каменец-Подольской крепости). Почтовая открытка.

В марте 1919 года генерала Колодия назначили командующим Юго-Восточной группы Восточного фронта армии УНР, а в апреле двадцатитысячная Бессарабская бригада, 8-й Подольский и 4-й конно-артиллерийский полки армии большевиков оттеснили группу войск Юго-Западного фронта в Румынию и 17 апреля 1919 года захватили Каменец-Подольский. На фоне этих событий Колодия, в мае 1919 года, назначают атаманом для поручений начальника Главного управления Генерального штаба Действующей армии УНР. При его активном участии проведена реорганизация вооружённых сил на основе регулярной армии. В начале июня 1919 года Действующая армия, проведя ряд наступательных операций против  большевистских войск, оттеснила их за линию Староконстантинов — Проскуров — Каменец-Подольский. 3 июня 1919 года 3-я Железная дивизия армии УНР под командованием Александра Удовыдченко, форсировав Збруч, штурмом овладела Каменец-Подольским, а 6 июня в освобождённый город переехало правительство УНР. Однако ни город, ни гарнизон оказались неготовыми к этому: отсутствовала система квартирования, процветали азартные игры и дезертирство. Для изменения ситуации 12 июня 1919 года начальником обороны района Каменец-Подольского был назначен Фёдор Колодий.
Возглавив гарнизон Каменец-Подольского, Фёдор Колодий приложил значительные усилия для ликвидации недостатков: обязал зарегистрировать все клубы, запретил формировать воинские части без согласования со штабом гарнизона, реформировал систему городских перевозок. 10 июля 1919 года он был назначен командующим обороной города, с утверждением в чине генерал-поручика армии УНР. До 15 июля 1919 года, проинспектировав подчинённые части, Колодий создал вдоль Днестра рубеж обороны на линии Дунаевцы — Скала-Подольская. Мобилизовав все имеющиеся силы и средства, генералу Колодию удалось остановить наступление большевиков, что позволило УГА перейти Збруч и объединиться с Действующей армией УНР (за успешное выполнение задания, в 1936 году Колодий был посмертно награждён Правительством УНР в изгнании Крестом Симона Петлюры). Был введён в состав Военного совета УНР.
После развёртывания наступления армии УНР Фёдор Колодий вернулся в Каменец-Подольский для организации системы военных судов.
В марте 1920 года генерал Колодий был назначен референтом правительства УНР по военным делам, но в мае этого же года заболел сыпным тифом, эпидемия которого в то время стремительно распространялась по Украине. Истощённый организм не смог одолеть болезни.
Точная дата смерти Фёдора Колодия не известна. Поскольку тела умерших от тифа сжигали, его могила отсутствует.

## Семья
- Жена — Анна Колодий, уроженка города Тверь, православного вероисповедания. После смерти Фёдора Колодия получила единовременное пособие в сумме пятидесяти тысяч рублей[37] и  передала семейную библиотеку Каменец-Подольскому государственному университету[38].
- Дети — сын 1897 года рождения, дочь 1901 года рождения.

## Чины

### РИА
| Подпоручик    | Подпоручик    | ВП 04.08.1892, ст. 10.08.1890 |
| Поручик       | Поручик       | ВП 25.07.1895, ст. 10.08.1894 |
| Штабс-капитан | Штабс-капитан | ВП 28.08.1900, ст. 06.05.1900 |
| Полъесаул     | Подъесаул     | ВП 20.05.1904                 |
| Есаул         | Есаул         | с 15.07.1905                  |
| Капитан       | Капитан       | ВП 11.12.1905, ст. 06.05.1904 |
| Подполковник  | Подполковник  | ВП 11.09.1907                 |
| Полковник     | Полковник     | ВП 11.10.1914                 |
| Генерал-майор | Генерал-майор | ВП 22.09.1916, ст. 29.09.1915 |

### Украинская армия
|  | Генерал-хорунжий      | ??.??.1918      |  |
|  | Генеральный значковый | 10 августа 1918 |  |
|  | Генерал-поручик       | 10 июля 1919    |  |

## Награды

### Российской империи
Благоволение монарха:
- Высочайшее благоволение …за отличия в делах… (ВП от 01.09.1915)[15]

Ордена:
- Орден Святого Станислава III степени (ВП от 01.05.1903)
- Святой Анны III степени с мечами и бантом (1904; утв. ВП от 10.03.1905)[12]
- Орден Святого Станислава II степени с мечами (1904; утв. ВП от 05.06.1905)[12]
- Святого Владимира IV степени с мечами и бантом (1905; утв. ВП от 12.03.1906)[12]
- Святой Анны II степени с мечами (1905; утв. ВП от 20.03.1906)[12]
- Святой Анны IV степени с надписью «За храбрость» (1905; утв. ВП от 27.07.1907)[12]
- Святого Владимира III степени с мечами (ВП от 20.03.1915)[15]
- Святого Георгия IV степени (ВП от 30.12.1915)[21] …за мужество и храбрость, проявленные им в бою 29-го мая 1915 года у д. Жожава на р. Днестр, где управляя 6-ю орудиями своего дивизиона, отвлек огонь 16-ти орудий противника, чем не позволил им действовать против наших войск, и решительно остановил этим огнем натиск превосходных сил неприятеля, чем дал возможность нашим войскам удержать позицию.
- Мечи и бант к ордену Святого Станислава III степени (ВП от 20.05.1915)[15]

Медали:
- «В память царствования императора Александра III» (1896)
- «В память русско-японской войны» (1907)
- «В память 300-летия царствования дома Романовых» (1913)

Наградное оружие:
- Георгиевское оружие (ВП от 24.02.1915)[12] …за то, что 28 августа 1914 года в деле с австрийцами у д. Газендорф, командуя вверенной ему батареей, огнем батареи, несмотря на сильный пулеметный и ружейный огонь пехоты, заставил замолчать пулеметы, находившиеся на опушке леса "Вельки Ляс", что дало возможность опрокинуть австрийцев с большим уроном.

Чины:
- Чин есаула, …за боевые отличия… (с 15.07.1905; утв. ВП от ???)

### Украинской народной республики
- Крест Симона Петлюры (посмертно)[41]

### На русском языке
- Бондаренко В. В. Герои Первой мировой. — М.: Молодая гвардия, 2013. — 511 с. — (Жизнь замечательных людей: сер. биогр.). — 6000 экз. — ISBN 978-5-235-03657-4.
- Зайончковский A. M. Первая мировая война. — СПб.: Полигон, 2002. — 878 с. — 5000 экз. — ISBN 5-89173-174-6.
- Куличкин С. П. Кондратенко. — М.: Молодая гвардия, 1989. — 228 с. — (Жизнь замечательных людей. Сер. биогр.; Вип. 702). — ISBN 5-235-01008-6.
- Лехович Д. В. Белые против красных. Судьба генерала Антона Деникина. — М.: Воскресенье, 1992. — 193 с. — 50 000 экз. — ISBN 5-88528-020-7.
- Путинцев Н. Г. Хронологический перечень событий с истории Сибирского казачьего войска = Хронологическій перечень событій изъ исторіи Сибирскаго казачьяго войска. — Омск: Тип. Окр. Штаба, 1891. — 274 с.

### На украинском языке
- В. Верстюк (керівник) та ін. Директорія, Рада Народних Міністрів Української Народної Республіки. Листопад 1918 — листопад 1920 рр.: Док. і матеріали. — Киев: Видавництво імені Олени Теліги, 2006. — Т. 1. — 688 с.
- В. Верстюк (керівник) та ін. Директорія, Рада Народних Міністрів Української Народної Республіки. Листопад 1918 — листопад 1920 рр.: Док. і матеріали. — Киев: Видавництво імені Олени Теліги, 2006. — Т. 2. — 744 с. — ISBN 966-7601-79-X.
- Волковинський В. М. Бойові дії на українських землях у роки Першої світової війни. — Киев, 2004.
- Головко О. Ф. Інфекційні захворювання та медична допомога населенню Поділля в 1919—1920 рр. / Винокур І. С. — Матеріали IX Подільської історико-краєзнавчої конференції. — Кам'янець-Подільський, 1995.
- Єрошевич П. З боротьби українського народу за свою незалежність // За державність. — Варшава, 1938. — № 8.
- Завальнюк О. М., Комарніцький О. Б., Стецюк В. Б. Минуле і сучасне Кам'янця-Подільського. — Кам'янець-Подільський, 2007. — С. 82–89.
- Колянчук О. М. КОЛОДІЙ ФЕДІР ОЛЕКСАНДРОВИЧ // Енциклопедія сучасної України / редкол.: І. М. Дзюба. — Киев: НАН України, НТШ, Координаційне бюро енциклопедії сучасної України НАН України, 2003—2016.
- Мазепа І. Й. Україна в огні й бурі революції 1917—1921. — Прага: Пробоєм, 1943. — Т. ІІІ. Польсько-український союз. Кінець збройних змагань У.Н.Р. — 233 с.
- Мельник Р. П. Питання вишколу старшин армії УНР у практичній діяльності та теоретичній спадщині військової еміграції 20-30 рр. XX ст. — Львів: Держава та армія: [збірник наукових праць], 2010. — 670 с.
- Минуле і сучасне Кам'янця-Подільського[укр.]. — Кам'янець-Подільський, 2007. — № 2. — С. 82–89.
- Омелянович-Павленко М. В. Спогади командарма (1917—1920) / Упоряд.: М. Ковальчук. — Киев: Темпора[укр.], 2007. — 608 с. — ISBN 966-8201-24-8.
- Довідник з історії України / За ред. Підкови І. З., Шуста Р. М. — Киев: Генеза, 2001. — ISBN 966-504-439-7.
- Прокопчук В. С. Бібліотечна діяльність С. О. Сірополка в Кам’янець-Подільському державному українському університеті (1919—1920 рр.). — 3-е изд. — Бібліотекознавство. Книгознавство, 2013. — (Наукові праці Кам’янець-Подільського національного університету імені Івана Огієнка).
- Солдатенко В. Ф. Україна у революційну добу. — Рік 1918. — Киев, 2009. — 411 с. — (Іст. есе-хроніки). — ISBN 978-966-8837-18-5.
- Старенький І. О. До питань охорони Кам’янець-Подільської фортеці в 1812—1928 рр. — Археологія і фортифікація Середнього Подністров'я: зб. матер. ІІ всеукр. наук.-практ. конф. — Кам'янець-Подільський: ПП «Медобори-2006», 2012.
- Стасюк І. М. Військова еліта України доби національно-визвольних змагань 1917—1921 рр.: командувачі Дієвої Армії УНР. — Львів: Національний університет «Львівська політехніка», 2012.
- Стецюк В. Повсякденне життя залоги Кам’янця-Подільського (1917—1920 рр.). — Краєзнавство, 2010. — С. 171–177.
- Тинченко Я. Ю. Офіцерський корпус Армії Української Народної Республіки (1917—1921). — Киев: Темпора[укр.], 2007. — 536 с. — ISBN 966-8201-26-4.
- Тинченко Я. Ю. Українські збройні сили: березень 1917 — листопад 1918 р. (організація, чисельність, бойові дії). — Киев: Темпора[укр.], 2009. — 480 с. — ISBN 9789668201806.
- Хома І. Я. Основні засади формування та діяльності військ української Червоної Армії в радянській історіографії. — Військово-науковий вісник, 2013. — № 19. — С. 156–164.